# Hypolithus
Hypolithus is een geslacht van kevers uit de familie  
kniptorren (Elateridae).
Het geslacht is voor het eerst wetenschappelijk beschreven in 1829 door Eschscholtz.

## Soorten
Het geslacht omvat de volgende soorten:
- Hypolithus convexuni (Miwa, 1928)
- Hypolithus littoralis Eschscholtz, 1829
- Hypolithus riparius (Fabricius, 1792)
- Hypolithus signatipennis Fairmaire, 1901
- Hypolithus variabilis Laurent, 1974
- Hypolithus yakikoanus Kishii, 1986